# Sidmar Antônio Martins
Sidmar Antônio Martins (13 juni 1962), ook wel kortweg Sidmar genoemd, is een voormalig Braziliaans voetballer.

## Carrière
Sidmar speelde tussen 1979 en 1995 voor Guarani, XV Novembro-Piracicaba, Bahia, Portuguesa, Grêmio en Shimizu S-Pulse.